# Premio Beverly Sills
Premio Beverly Sills es un importante galardón a cantantes líricos establecido en 2006 en tributo a la soprano norteamericana Beverly Sills(1929-2007).
Se otorga a "extraordinariamente dotados cantantes americanos entre 25 y 40 años que se hayan desempeñado en el escenario del Metropolitan Opera". y consta de $50.000 dólares provenientes del legado de Agnes Varis que fuera miembro del directorio del teatro.

## Lista de ganadores
- 2006 - Nathan Gunn[2]
- 2007 - Joyce DiDonato[3]
- 2008 - Matthew Polenzani[4]
- 2009 - JohnRelyea
- 2010 - Susanna Phillips
- 2011 - Isabel Leonard[5]
- 2012 - Angela Meade
- 2013 - Brian Hymel[6]
- 2014 - Michael Fabiano[7]
- 2015 - Quinn Kelsey
- 2016 - Ailyn Pérez[8]
- 2017 - Jamie Barton
- 2018 - Nadine Sierra
- 2019 - Lisette Oropesa